# Strzałki (stacja kolejowa)
Strzałki – stacja kolejowa w Strzałkach, w województwie mazowieckim, w Polsce. Znajduje się na linii CMK.